# Julius Jaspers
Julius Jaspers (Ouderkerk aan de Amstel, 14 augustus 1962) is een Nederlands kok en schrijver van kookboeken. Van 2010 tot en met 2013 was hij medepresentator van het programma Topchef op RTL 5. Hij is tevens eigenaar van de Amsterdamse restaurants Julius Bar & Grill en Happyhappyjoyjoy.

## Televisiewerk
Tussen 2010 en 2013 presenteerde Jaspers samen met Robert Kranenborg het kookprogramma Topchef op RTL 5. Ze beoordeelden het werk van de deelnemers en gaven een topclass waarin ze de deelnemers lieten zien hoe zij een gerecht moesten bereiden. Daarna moesten de kandidaten het gerecht zo precies mogelijk namaken en werden ze beoordeeld door de jury.
Jaspers was jurylid in het derde seizoen van MasterChef.

## Overige werkzaamheden
In 2002 bracht Jaspers zijn kookboek Smart Cooking 1 uit. Met dit boek won hij in 2003 de Gouden Garde, waarna hij meer kookboeken schreef. Ook heeft hij sinds januari 2022 een podcast over koken genaamd Julius’ voorraadkast.

## Bestseller 60
| Boeken met noteringen in de Nederlandse Bestseller 60 | Jaar van verschijnen | Datum van binnenkomst | Hoogste positie | Aantal weken | Opmerkingen |
| ----------------------------------------------------- | -------------------- | --------------------- | --------------- | ------------ | ----------- |
| Stoofbijbel                                           | 2019                 | 20-11-2019            | 18              | 3            |             |
| BBQbijbel                                             | 2021                 | 23-06-2021            | 56              | 1            |             |
| Kampeerkoken                                          | 2023                 | 26-04-2023            | 59              | 1            |             |

- International Standard Name Identifier: 0000 0003 9688 9248
- Library of Congress Control Number: no2022115796
- Nederlandse Thesaurus van Auteursnamen: 242306837
- Virtual International Authority File: 291893397
- WorldCat: E39PBJk4FkMfgDdRkdRQ9crcyd